# Rich Little
Richard Caruthers „Rich” Little (ur. 26 listopada 1938 w Ottawie) – kanadyjsko–amerykański komik, satyryk i aktor głosowy.
27 lipca 1983 otrzymał własną gwiazdę w Alei Gwiazd w Los Angeles znajdującą się przy 6372 Hollywood Boulevard.

## Filmografia

### Filmy
- 1982: Na tropie Różowej Pantery jako sir Charles Litton (głos)
- 1983: Klątwa Różowej Pantery jako sir Charles Litton (głos)
- 2013: Legendy ringu jako spiker bokserski (głos)

### Seriale
- 1969: Różowa Pantera jako Różowa Pantera / Hoskins DeBoors / Devereaux DeBoors (głos)
- 1977: Hawaii Five-O jako Johnny Kling
- 1977: Sierżant Anderson jako Howard Mills
- 1980: Statek miłości jako Steve Sorrell
- 1984: Statek miłości jako Rose York / Barry Corwin
- 1988: Napisała: Morderstwo jako Barney Mapost
- 1988: Alf jako Rich Little
- 1990: MacGyver jako Biff Arnold
- 1991: Santa Barbara jako podszywający się pod celebrytę
- 1996: Pomoc domowa jako oficer ds. Odwołań IRS